# 急降下爆撃機
急降下爆撃機（きゅうこうかばくげきき）は、急降下爆撃を行うために、特に開発された軍用機である。第二次世界大戦において多用されたが、誘導兵器の発達や、雷撃機との統合により、その役割は攻撃機に集約されていき、更にジェット化後戦闘爆撃機にその多くの機能が統合された。
なお、大日本帝国海軍では、急降下爆撃を行える機体を爆撃機、水平爆撃および雷撃のみを行える機体を攻撃機と分類・呼称していた。

## 歴史

### 誕生
急降下時及び爆弾投下後の機体引き起こしに際し、機体に大きな負荷がかかることから、十分な機体強度が必要であり、それ故に通常の爆撃機よりも搭載量が少なくなる傾向があった。また、この時期の技術水準では、爆撃照準器
の能力の限界もあって、水平爆撃の精度は十分ではなく、急降下爆撃の方が精度が高かった。
急降下爆撃の戦法は、アメリカ陸軍航空隊によって実用段階にまで高められ、1919年、ハイチ、ドミニカ共和国に対するアメリカ海兵隊の作戦で海兵隊所属機によって世界で初めて実戦で実施された。この爆撃の発明を受けて各国は急降下爆撃の研究と専用機種の開発を始めた。これには、カーチスJN4練習機を改造した機体が用いられた。
対艦攻撃手段として、アメリカ海軍において先導的な研究が進み、1934年1月には、開発中の艦上戦闘機カーチスXF12Cは、艦上爆撃機SBCに変更され、1935年に急降下爆撃機として初飛行した。愛称のヘルダイバー（カイツブリの意）は、本機以降もアメリカで急降下爆撃機の代名詞として使われた。
日本海軍では、1931年に六試特殊爆撃機の試作を決めたことが急降下爆撃機の開発の始まりであり、六試特殊爆撃機、七試特殊爆撃機の失敗を経て、1934年に八試特殊爆撃機が完成した。これが日本初の急降下爆撃機である九四式艦上爆撃機である。
戦闘機を以てする急降下爆撃の研究に従事した横須賀海軍航空隊戦闘機分隊長源田実大尉はさらに、戦闘機隊は主として防御的作戦に使用されているが、戦闘の勝敗を決定する制空権を確保するためにもっと積極的に敵を攻撃する方に向けてはどうかと考えた。1933年から1935年にわたって、敵の航空母艦を先制制圧する為に、急降下爆撃機を善用すべきは勿論、航続距離の延伸、操縦性の軽快さ、戦闘機としての流用等を考慮し、「単座急降下爆撃機」の試作、採用を主張し続けたが、賛同は得られなかった。これは制空権獲得のため、敵空母の先制空襲を主任務とするが、この爆撃が終われば、単座戦闘機として流用し得る構想であった。1934年、空母「赤城」で実施された第一航空戦隊研究会で、源田は「単座急降下爆撃機」の導入を主張して、戦闘機と攻撃機の半数ずつをこれと入れ替える意見を出した。これに対して第一航空戦隊司令官山本五十六少将は、戦闘機を攻撃に使うという点には賛成したが、航法上の安全性からやはり複座になると却下した。
1933年に行われたアメリカにおける急降下爆撃のデモンストレーションを見学し、大きな影響を受けたエルンスト・ウーデットは、ドイツ空軍向けの急降下爆撃機の開発に尽力した。結果、ユンカースJu 87が開発され、スペイン内戦及び第二次世界大戦において、多大な戦果を挙げた。しかし、ドイツ空軍では、本来水平爆撃で事足りるはずの機種であるDo 217シリーズやJu 88シリーズ、大型爆撃機のHe 177にまで急降下爆撃能力を要求する事態となった。これらの中型・大型爆撃機に急降下爆撃能力を付与するという試みは、開発の妨げとなり、ことごとく失敗し、Do217の場合生産途中でエアブレーキを撤去している他、He177は結局急降下爆撃できなかった。また、Ju88は急降下爆撃が可能だったと言われているが、実際には緩やかな降下角度にて行う緩降下爆撃であった。

### 第二次世界大戦
第二次世界大戦においては、急降下爆撃機による艦船への爆撃が、枢軸国・連合国双方で数多く行われた。雷撃や水平爆撃に比べ、急降下爆撃は命中率が高く、奇襲効果が大きく、艦上構造物の破壊も効果的に行えた。また重い魚雷を搭載する雷撃機は、急降下爆撃機に比べ運動性が低く、対空砲火や敵戦闘機の餌食になりやすかった。対して、急降下爆撃機は運動性が高く、対空砲火の回避能力では雷撃機を上回り、敵戦闘機に対してもある程度の自衛戦闘ができた。
反面、急降下爆撃機が投下する爆弾は、水平爆撃によって投下する爆弾や魚雷と比べて破壊力が小さいのが弱点で、防御力が高い艦船に対しては大きな効果が望めない、という問題を抱えていた。これに対し、雷撃は水面下に対しての攻撃であるため、敵艦を撃沈に至らせる効果が高い。そのため対艦攻撃に際しては、急降下爆撃機と雷撃機の相互の連携により、それぞれの長所を活かした運用をする事が必須であった。
一回の海戦における急降下爆撃機による最大の戦果は、ミッドウェー海戦におけるものである。アメリカ海軍のSBD ドーントレスは、日本海軍の空母を攻撃し2隻を撃沈、もう2隻を大破炎上させ自沈に追い込んだ。

### 終焉
第二次世界大戦の後半になると、アメリカ海軍及び日本海軍では、エンジン出力向上と機体強度の増加により、搭載量を増した急降下爆撃機と、運動性を高めた雷撃機として、両者を兼務する機体が開発された。
戦後、ジェット機の時代に入ると、急降下爆撃という戦法は事実上消滅している。爆撃照準システムの進歩によって、水平爆撃であっても十分な命中精度を確保できる上に、誘導爆弾やミサイルを用いれば、更なる命中率の向上が見込める。そのため現在では、急降下爆撃という戦法を採用するメリットが失われている。代わりに対艦ミサイルや巡航ミサイル等にホップアップ/ダイブモードを有するものがある。

## 急降下爆撃機の一覧
大日本帝国
- 陸軍
  - 三菱航空機 九七式軽爆撃機
  - 川崎航空機 九八式軽爆撃機
  - 川崎航空機 九九式双発軽爆撃機
  - 三菱航空機 九九式襲撃機
- 海軍
  - 愛知航空機 九四式艦上爆撃機
  - 愛知航空機 九六式艦上爆撃機
  - 愛知航空機 九九式艦上爆撃機
  - 航空技術廠/愛知航空機 艦上爆撃機 彗星
  - 航空技術廠/中島飛行機 陸上爆撃機 銀河
  - 愛知航空機 水上偵察機 瑞雲
  - 愛知航空機 艦上攻撃機 流星
  - 愛知航空機 特殊攻撃機 晴嵐

 アメリカ合衆国
- カーチス SBC ヘルダイバー
- ノースロップ BT
- ヴォート SB2U ヴィンディケイター
- ダグラス SBD ドーントレス
- カーチス SB2C ヘルダイバー

 ドイツ国
- ハインケル He 50
- ヘンシェル Hs 123
- ユンカース Ju 87

 イギリス
- ブラックバーン スクア
- フェアリー バラクーダ
- フェアリー スピアフィッシュ

 ソビエト連邦
- アルハーンゲリスキイ Ar-2
- ペトリャコフ Pe-2
- ツポレフ Tu-2

 ルーマニア
- IAR IAR-81